# Otto Berg
Otto Berg (Berlim, 23 de novembro de 1873 - 1939) foi um químico alemão. Ele, Ida Tacke, e Walter Noddack descobriram o elemento químico de número atômico 75, o rênio, em 1925.